# ʿAmrān

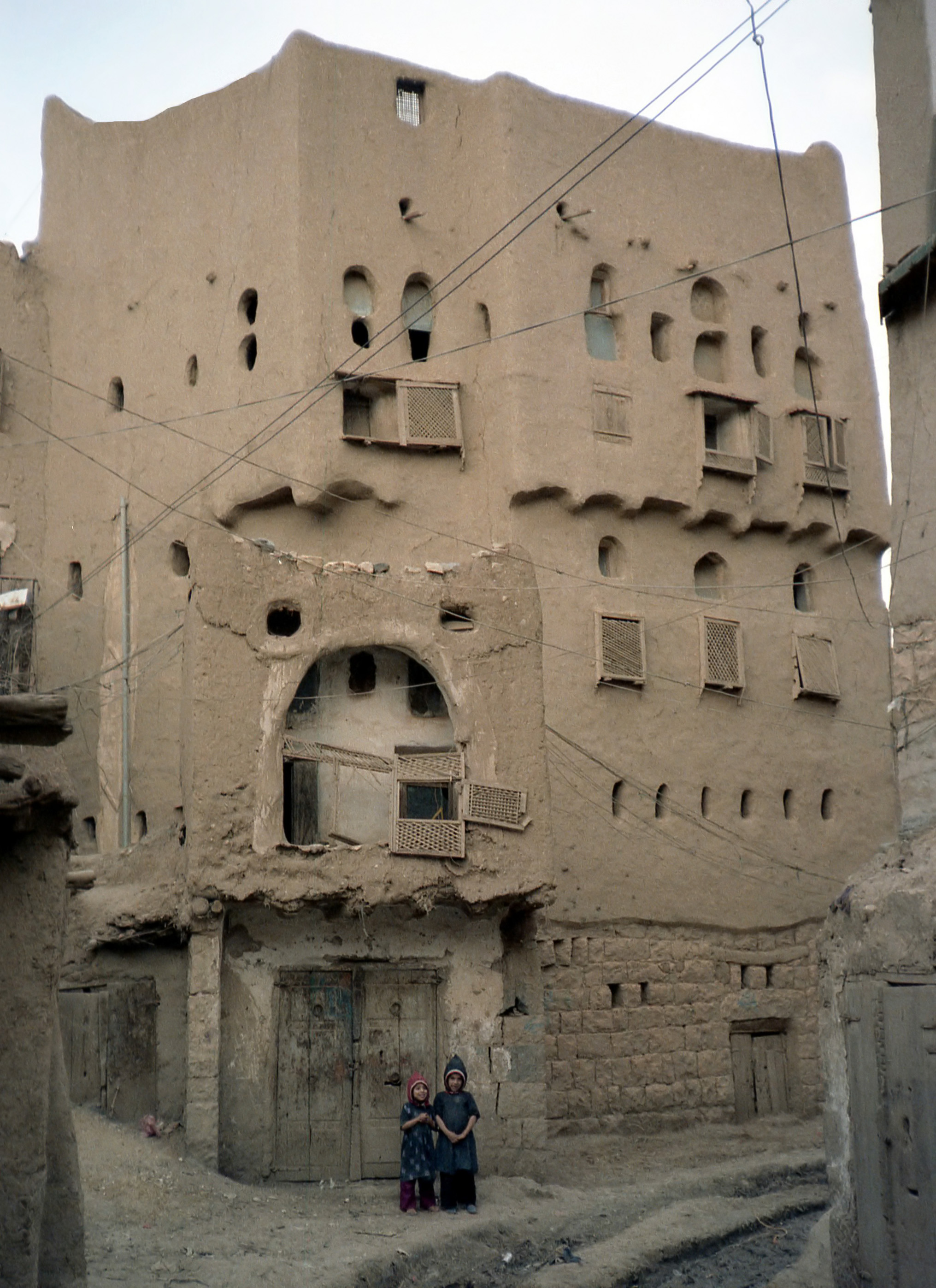
Haus in ʿAmrān

ʿAmrān (arabisch عمران) ist eine jemenitische Stadt im gleichnamigen Gouvernement ʿAmrān im Hochbecken von ʿAmrān im Nordwesten des Landes. Sie ist Knotenpunkt der Strecke von Sana'a ins nördlich gelegene Saʿda. Die insgesamt über 200 km lange Bergstrecke wurde mit Unterstützung Chinas gebaut und asphaltiert.

## Bevölkerung
Nach Berechnungen im Jahr 2012 hatte ʿAmrān mehr als 90.000 Einwohner, wobei die Stadt beträchtlich wächst. Im Jahr 2003 zählte ʿAmrān nach amtlicher Erhebung noch etwa 40.000 Einwohner. Seit der vorletzten Volkszählung im Jahr 1994 (etwa 28.000 Einwohner) bedeutet dies eine Verdreifachung der Bürgerschaft innerhalb von 18 Jahren.
ʿAmrān liegt in einem Hochbecken, dem Qā al-Bawn. Die Bevölkerung lebt in Streusiedlungen entlang des Beckenrands. In jüngster Zeit gibt es Gruppensiedlungen im Beckeninneren, das zunehmend erschlossen wird. Mit Hilfe der Grundwasser-Pumpbewässerung, die seit den 1970er Jahren die rainwater harvesting-Methode des Terrassenbewässerungs-Feldbaus ablöst, wird der Beckenboden für die Stadt wirtschaftlich bedeutsam.

## Geschichte
Begründet wurde ʿAmrān noch vor der Zeitenwende als bakīlische Stadt in der altsüdarabischen Zeit Sabas. Die Bakīlen gehen auf Bakīl (Bruder Haschids), Begründer der größten Stammeskonföderation des Jemen, zurück. Zu Zeiten des sabäischen Königreichs erhielt der Ort eine  Befestigungsanlage, was die Wehrhaftigkeit während der Auseinandersetzungen der Sabäer gegen mehrere regional ansässige Stämme steigerte. In Inschriften findet immer wieder der Stamm der Marṯad Erwähnung. Ab dem 3. Jahrhundert geriet ʿAmrān unter himyaritischen Einfluss.
Reste behauener Steine, die zu ehemaligen Tempeln und Palastanlagen gehörten, zeugen heute noch von vergangener Pracht. Eine große Steininschrift findet sich im westlichen Stadttor (Bab al-Kabir). Wie für die Architektur des jemenitischen Berglandes typisch, herrschen Häuser in Lehm- und Steinbauweise vor. ʿAmrān ist vollständig von einer Stadtmauer umgeben. Über diese hinweg hat sich der Ort in den letzten Jahren weit hinaus entwickelt. Die Stadtmauer datiert aus dem Jahr 1720.
Seit der ersten Hälfte des 6. Jahrhunderts lebten konvertierte jüdische Händler, Handwerker und Silberschmiede am Ort. Sie wurden immer wieder vertrieben und immer wieder zurückgeholt. Im Rahmen der Operation Magic Carpet (1949/50) verließen sie das Land endgültig. Noch heute können ihre verlassenen Wohnviertel besichtigt werden.
Im Rahmen des seit 2004 schwelenden Huthi-Konflikts, wurde ʿAmrān über die Grenzen des Gouvernement Saʿda hinweg, in die Kampfeshandlungen involviert.

## Umgebung
ʿAmrān liegt am Ostrand des Westlichen Gebirgshangs. Das Hochbecken von ʿAmrān ist petrologisch von Kalken geprägt, die aus der Umgebung von Sanaa kommen. Die Region gilt als landschaftlich spektakulär. Die Täler sind tief eingeschnitten und vermitteln das Bild extremer Vertikalen. Die Bergwelt ist sehr schwer zugänglich, Wege fehlen weitgehend. Das westliche Bergland gebot damit Schutz gegen eindringende Feinde. Diesen Umständen ist zu verdanken, dass sich die Stammesgesellschaft im Hochland über Jahrhunderte hinweg autochthon entwickelte.
Um den raren fruchtbaren Böden Landwirtschaftserzeugnisse abgewinnen zu können, ist die Bevölkerung seit je her auf den Terrassenfeldbau angewiesen. Die Felder werden durch Steinwälle abgegrenzt, um Bodenerosion entgegenzuwirken und die Ackerböden zu schützen. Dazu wurden seit der Antike die artenreichen Trockenwälder gerodet. Als natürliche Vegetation haben sich sukkulente Euphorbien etabliert. Dort, wo sich die Täler aufspreizen, ist Kaffeeanbau möglich.
In der Umgebung liegen die drei antiken Stätten, Hāz, al-Ḥuqqa und Na'it.
Im Zuge des Autobahnbaus funktionierten die chinesischen Bauherren das medizinische Zentrum der Stadt in ein leistungsfähigeres Krankenhaus um.